# ТС-62
ТС-62 — радянський транспортний літак, створений на основі переробленого американського «Дугласа» С-47.

## Експлуатація
Назва розшифровується як «транспортний самолёт», цифра 62 в назві означає, що літак був обладнаний радянським двигуном АШ-62ІР.
ТС-62 літав як пасажирський літак у складі авіакомпанії «Аерофлот» в кінці всієї половини п'ятдесяти років двадцятого століття, також частина літаків використовувалася в як транспортні.
У Таджикському управлінні ГВФ експлуатувалися аналогічні літаки ТС-82, перероблені під двигуни АШ-82ФН. Відзначалися і більшою потужністю, і кращими висотними даними. ТС-82 в крейсерському польоті досить легко обходив літак Іл-12. Такі машини, зокрема, обслуговували лінію у високому аеропорту Хорог. ТС-62, на рівні з оригінальними C-47, високо цінувалися в полярній авіації. Там ці машини зазвичай обладнувались додатковими паливними баками великого обсягу.

## Льотні характеристики
ТС-62 є переробленим американським літаком С-47, з відмінністю в тому, що замість імпортного двигуна на нього був встановлений радянський АШ-62ИР, виробництво та постачання запчастин якого забезпечувалась значно простіше, чим іноземних. Базові льотні характеристики літака при цьому не зазнали значних змін.
- Максимальна швидкість: 369 км/год
- Крейсерська швидкість: 260 км/год
- Максимальна дальність польоту: 6100 км
- Практична стеля: 7300 м

## Катастрофи
23 грудня 1948 року в районі аеропорту Внуково літак ТС-62 з бортовим номером СССР-Л861 та 8 людьми на борту, зіткнувся в небі з літаком Іл-12. В результаті катастрофи загинуло 12 людей.
30 грудня 1948 року під Мінськом розбився літак ТС-62 з бортовим номером СССР-Л1017, летів з Мінська в Москву з метою перегонки літака. Загинуло три члена екіпажу.
2 грудня 1949 року ТС-62 розбився в аеропорту «Надежда» (Норильськ) з бортовим номером СССР-Х395. Загинуло 2 члена екіпажу.
15 січня 1950 року ТС-62 розбився поблизу аеропорту Ташкент з бортовим номером СССР-Л969. Через зледеніння скла літака екіпаж вирішив здійснити посадку. При здійсненні посадки, яка виконувалася в умовах крайньо обмеженого огляду кабіни та нічим не позначеної смуги, приземлення відбулось за 400 метрів під початку злітної смуги.
17 квітня 1950 року ТС-62 розбився поблизу Вітіма з бортовим номером СССР-Л862, що виконував рейс Іркутськ-Киренськ-Олекмінськ-Якутськ. В польоті загорівся лівий двигун, після чого на висоті 2000 м двигун відвалився. Літак продовжував триматися в пікіруванні до висоти 300—400 м, після чого пілоти поступово зменшували кут пікірування. Перед землею літак перебував майже в режимі горизонтального польоту. На борту було 20 людей: 4 члени екіпажу і 16 пасажирів, загинуло 10 людей.
9 листопада 1950 року ТС-62 розбився поблизу Туруханська з бортовим номером СССР-Л1098, виконуючи рейс Красноярськ-Туруханськ-Дудинка.Під час польоту сталося зледеніння. При посадці літак почав розворот, втратив з виду землю та аеропорт. Радіовисотомір не був включений. Літак при цьому втратив швидкість, звалився на праве крило, ударився консолею правого крила об землю, а потім вдарився об землю шасі. Всього на борту було 12 людей: 4 члени екіпажа і 8 пасажирів. Загинуло 2 людей.
24 листопада 1951 року ТС-62 розбився поблизу аеропорту Києва з бортовим номером СССР-Л961. Через складні метеоумови при другому заході екіпаж не став заходити на посадку по приладам, а намагався розглянути землю. В результаті літак на висоті 25-30 м втратив швидкість, звалився на ліве крило і впав на землю в 700 м від ВПС.
5 жовтня 1952 року, літак ТС-62 з СССР-Л1055 зіткнувся з літаком Іл-12 над Гатчиною, поблизу Ленінграду. В результаті катастрофи загинула 31 людина.
1 лютого 1953 року ТС-62 розбився поблизу Ревди з бортовим номером СССР-Л1062. Екіпаж, прийняв Ревду за Свердловськ, почав захід на посадку і розбився. На борту було 4 члена екіпажа. Ніхто серйозно не постраждав.
13 серпня 1953 року ТС-62 з бортовим номером СССР-Л1034 врізався в аеропорту «Биково» в літак Лі-2 з бортовим номером СССР-Л4393. Літак приземлився на смукгу підходу. Через туман, після приземлення екіпаж побачив прямо перед собою стоянку літаків, та врізався в 1 з них.